# Apocephalus parvifurcatus
Apocephalus parvifurcatus är en tvåvingeart som beskrevs av Günther Enderlein 1912. Apocephalus parvifurcatus ingår i släktet Apocephalus och familjen puckelflugor. Inga underarter finns listade i Catalogue of Life.